# Radio Okapi

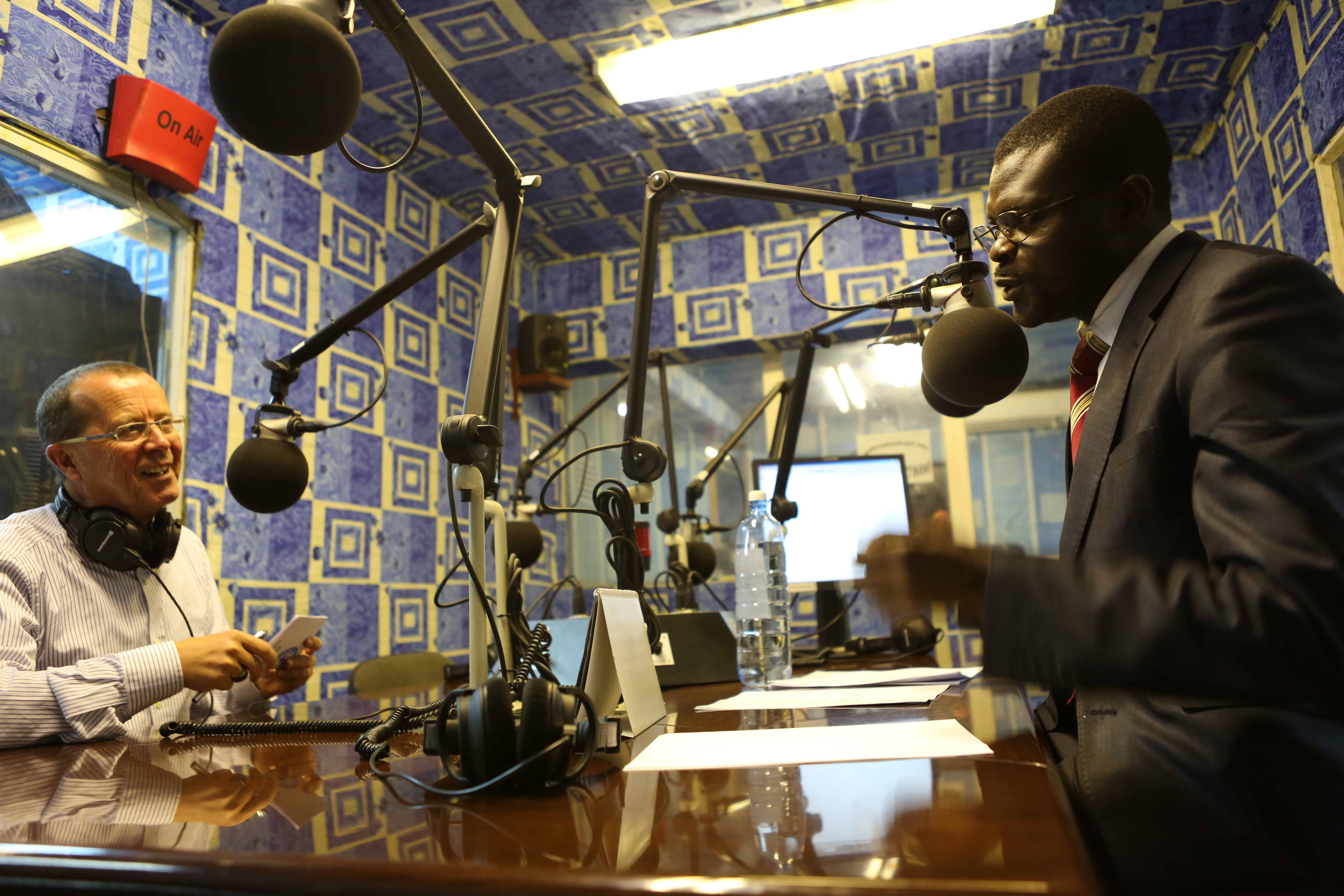
Une émission de Radio Okapi avec Martin Kobler à gauche

Radio Okapi est une radio d’informations indépendante, implantée dans la république démocratique du Congo. Elle fait partie des principaux organes d’information en république démocratique du Congo. Le studio principal de la radio se trouve à Kinshasa.

## Description
Radio Okapi a été fondée en février 2002 à l’initiative et avec le soutien des Nations unies, au travers de la MONUC et de la Fondation Hirondelle, organisation non gouvernementale suisse active dans le soutien aux médias dans des contextes de crise. Cette création fait suite au génocide des Tutsi au Rwanda, et au rôle de la radio des Mille Collines, station du régime génocidaire, dans les massacres. Cette radio commence à émettre depuis les studios de Kinshasa, la capitale et sur l'ensemble du territoire congolais dont la province du Kivu,  zone frontalière avec le Rwanda,.
La création de Radio Okapi coïncide avec le début à Sun City en Afrique du Sud, du dialogue inter-congolais, qui a conduit aux accords de paix et à la transition vers la démocratie. L'objectif de Radio Okapi est de donner accès à une information vérifiée dans le contexte d'un pays divisé par la guerre des grands lacs. Rapidement, Radio Okapi qui se définit comme la « fréquence de la paix », s'impose au premier plan des organes d’information en RDC. Quelques années après sa création, en 2007, ce média s'appuie sur une équipe d'une centaine de journalistes, majoritairement congolais, installés dans dix bureaux régionaux. Les émissions sont diffusées dans les principales langues du Congo : en quatre langues, plus le français. La diffusion des programmes sur Internet et satellite lui permet de toucher également les communautés congolaises de l’étranger. C'est un média indépendant du pouvoir comme de l'opposition. Il privilégie des reportages sur des expériences concrètes dans la société civile, aux débats entre dirigeants politiques.
Les journalistes de la radio sont régulièrement en butte à l'opposition des autorités et des chefs de milices armées, qui n'apprécient pas la liberté dont la radio fait preuve dans le traitement de l'information.
Son professionnalisme et son indépendance ont été salués par l'International Press Institute qui lui a attribué, en septembre 2010, le prix de « Pionnier des médias libres ». Le 1er décembre 2012, le conseil supérieur de l’audiovisuel a suspendu la diffusion de Radio Okapi dans Kinshasa pour des motifs techniques, mais il fut allégué qu'il s'agissait de représailles en réponse à l’entrevue que la chaîne a réalisée avec Jean-Marie Runiga, le chef politique du mouvement rebelle M23.

## Documentaire sur la radio en 2007
- Radio Okapi, radio de la vie, documentaire français autoproduit de Pierre Guyot, 2006 ; 1res diffusions sur France Ô et la RTBF en janvier 2007, puis TV5 en juin 2007. Le documentaire s'ouvre sur le travail de Breuil Munganga, journaliste de Radio Okapi[1]. Il a été sélectionné par plusieurs festivals en France, au Canada, en République centrafricaine et au Burkina Faso[5].

## Récompenses
- Radio Okapi a reçu, le 12 septembre 2010, le prix « Pionnier des médias libres », décerné par l'International Press Institute[3].

## Journalistes

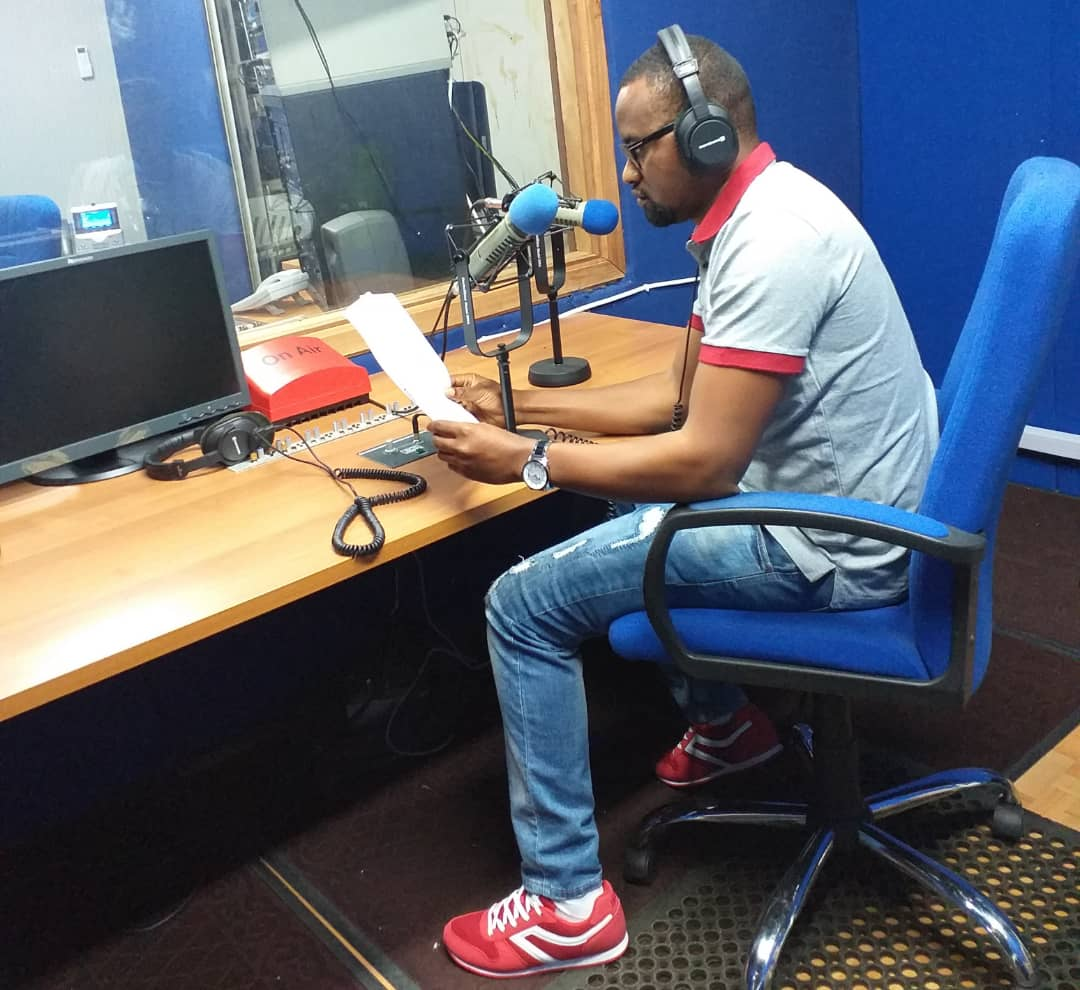
Le journaliste Martial Papy Mukeba dans le studio de la Radio Okapi

Radio Okapi compte plus d'une centaine de journalistes à travers la république démocratique du Congo.

### Journalistes notables
- Didace "Déo" Namujimbo
- Serge Maheshe
- Gabriel Wamenya
- Martial Papy Mukeba
- Kelly Nkute
- Nico Kalambayi
- Caddy Adzuba
- Breuil Munganga Furaha
- Cédric Kalonji
- Nana Bolodjua
- Marcel Mayoyo
- Christian Mapendano
- Tina Salama
- Caniche Mukongo Fuanikizi
- François-Xavier Mybe

## Émissions phares
- Dialogue inter congolais
- Parole aux auditeurs
- Grand témoins
- Okapi Sport